# Grimmbachmündung
Die Grimmbachmündung ist ein Naturschutzgebiet auf dem Gebiet der baden-württembergischen Gemeinde Braunsbach.

## Kenndaten
Das Naturschutzgebiet wurde mit Verordnung des Regierungspräsidiums Stuttgart vom 5. Januar 1982 ausgewiesen und hat eine Größe von rund 8,4 Hektar. Es wird unter der Schutzgebietsnummer 1.096 geführt. Der CDDA-Code für das Naturschutzgebiet lautet 81758  und entspricht der WDPA-ID.

## Lage und Beschreibung
Das Schutzgebiet liegt im Kochertal zwischen Braunsbach und dem Braunsbacher Ortsteil Geislingen. Dort mündet von rechts der Grimmbach. Der Mündungsbereich des Grimmbachs zwischen Geislingen und Braunsbach ist ein Musterbeispiel für die Ablenkung eines Flusses durch einen einmündenden Bach und die Ausbildung eines übersteilten Prallhanges. Der Kocher ist durch die Ablenkung gezwungen, die westlich gelegene Talflanke anzureißen. 
Die Grimmbachmündung liegt im Naturraum 126-Kocher-Jagst-Ebenen innerhalb der naturräumlichen Haupteinheit 12-Gäuplatten im Neckar- und Tauberland. Es ist vollständig umschlossen vom Landschaftsschutzgebiet Nr. 1.27.056 Kochertal zwischen Schwäbisch Hall und Weilersbach mit Nebentälern und ist auch Teil des FFH-Gebiets Nr. 6824.341 Kochertal Schwäbisch Hall-Künzelsau und des Vogelschutzgebiets Nr. 6823-441 Kocher mit Seitentälern.

## Schutzzweck
Wesentlicher Schutzzweck laut Schutzgebietsverordnung ist die Erhaltung eines großartigen Lehrbeispiels für geomorphologische Zusammenhänge und für die Dynamik eines Flusses sowie die Erhaltung einer besonders schutzwürdigen, vielfältigen Flora und Fauna.